# 23 Pułk Armat Polowych (austro-węgierski)

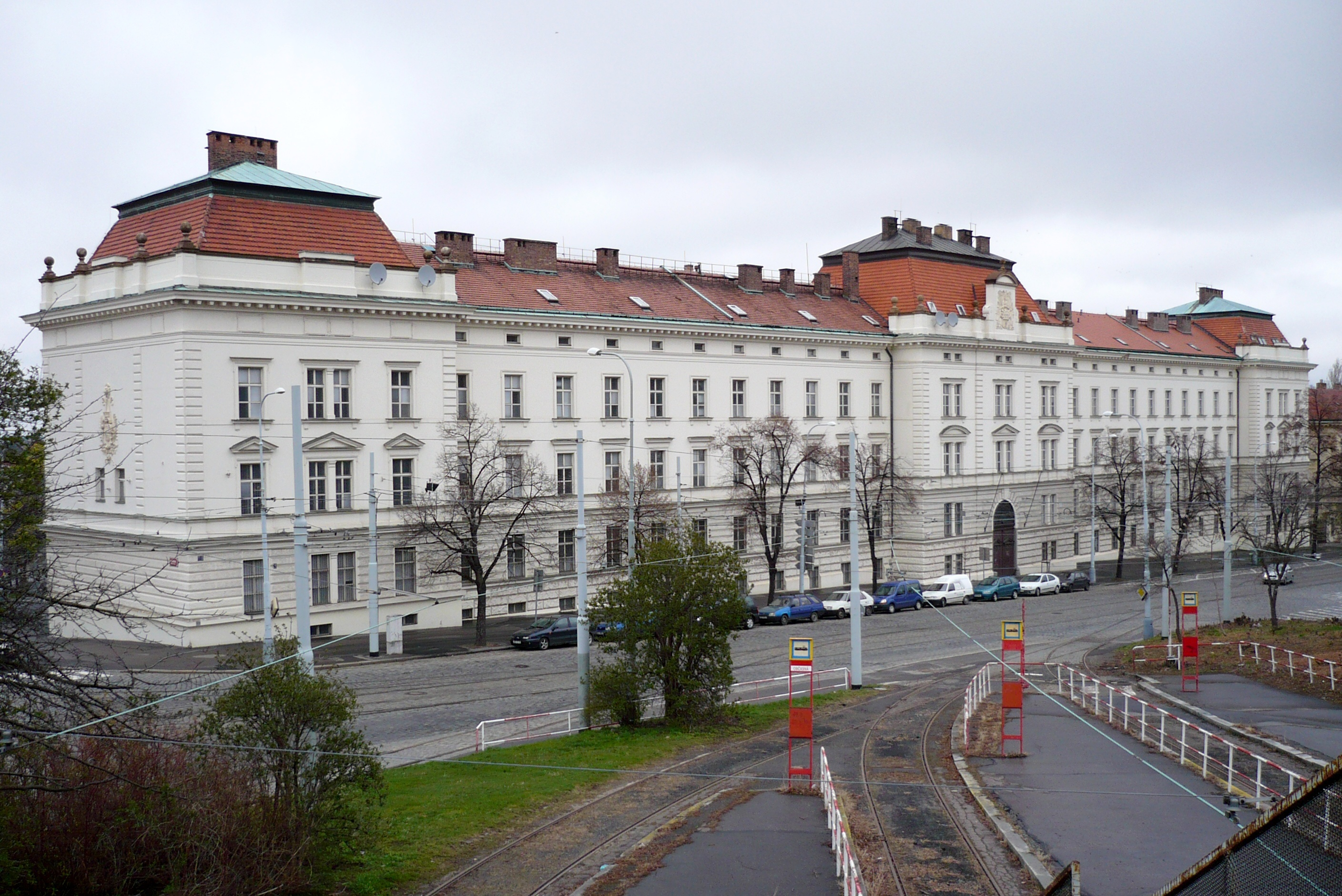
Koszary Cesarza Franciszka Józefa w Pradze

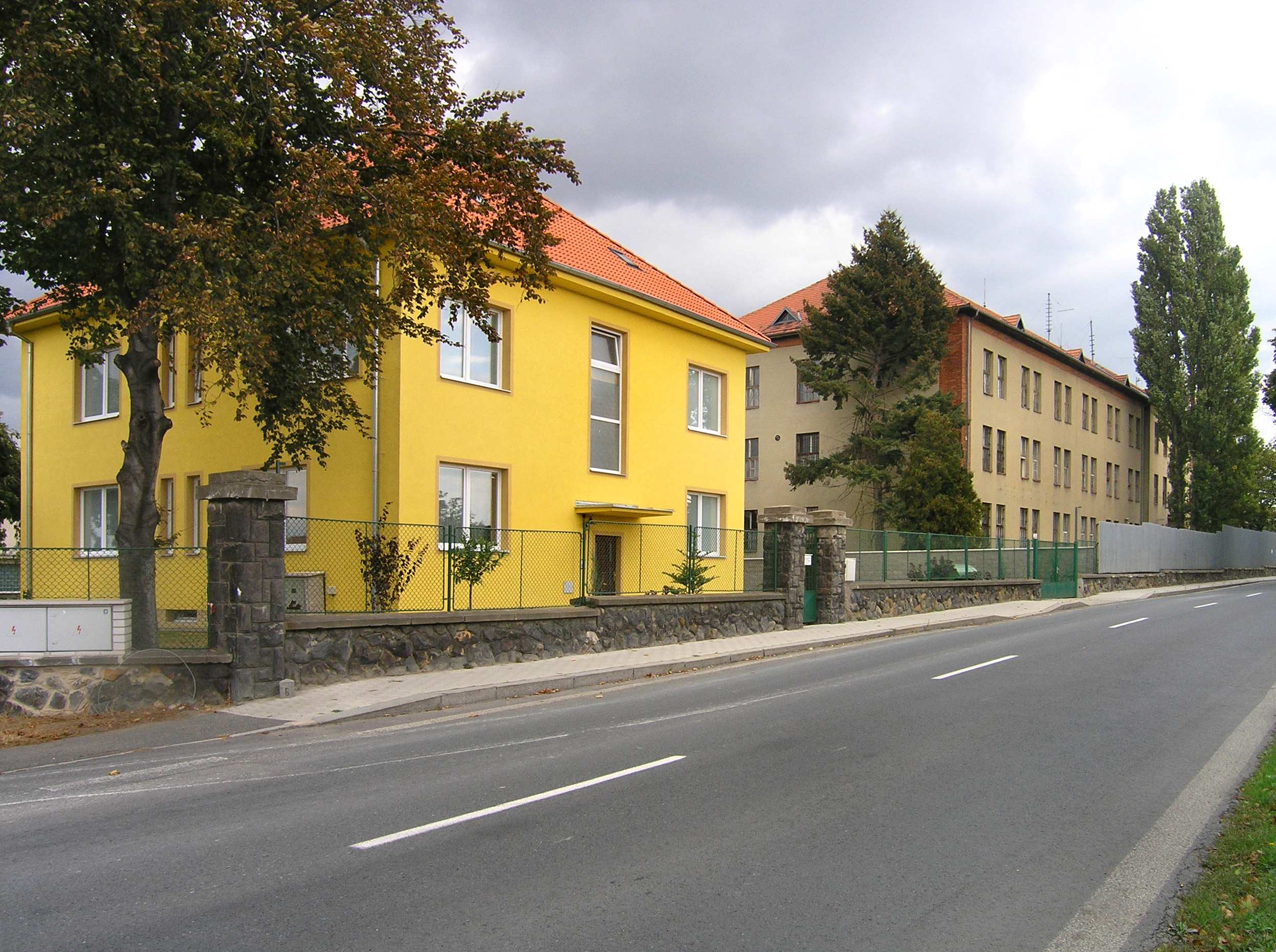
Koszary w Kostelec nad Labem

Pułk Armat Polowych Nr 23 (FKR. 23) – pułk artylerii polowej cesarskiej i królewskiej Armii.
Nazwa niemiecka: Feldkanonenregiment Nr. 23.
W 1914 roku pułk stacjonował na terytorium 8 Korpusu: sztab pułku razem z 1. dywizjonem i kadrą zapasową w Pradze, natomiast 2. dywizjon w Kostelec nad Labem (niem. Elbekosteletz). Pierwszy dywizjon zajmował Koszary Cesarza Franciszka Józefa przy ówczesnym placu Loretto 101/5. Pułk wchodził w skład 8 Brygady Artylerii Polowej, a pod względem taktycznym był podporządkowany komendantowi 9 Dywizji Piechoty w Pradze.

## Komendanci pułku
- płk Karl Hinke (1914[2])